# Phila (Tochter des Antipatros)
Phila (altgriechisch Φίλα Phíla; * um 340 v. Chr.; † 287 v. Chr.) war eine makedonische Adlige und Diadochenkönigin. Sie war die älteste von vier Töchtern des Generals und Staatsmannes Antipatros, der nach dem Abzug Alexanders des Großen nach Asien 334 v. Chr. als Verweser Makedoniens amtierte.

## Leben
Noch vor Beginn des Asienfeldzuges Alexanders wurde Phila mit dem Leibwächter Balakros verheiratet, der 333 v. Chr. zum Statthalter von Kilikien ernannt wurde. Aufgrund der Geburt von drei gemeinsamen Söhnen, Antipatros, Thraseas und Balakros, ist es wahrscheinlich, dass Phila ihren Mann nach Kilikien begleitet hatte oder zumindest mehrmals dorthin gereist war. Ein von dem spätantiken Autor Antonius Diogenes erwähnter Brief des Balakros an Phila, der auf die Zeit nach der Belagerung von Tyros (August 332 v. Chr.) datiert, impliziert, dass sich Phila in der Zeit des Feldzuges auch von ihrem Mann getrennt in Makedonien aufhielt.
Balakros fiel um das Jahr 324/323 v. Chr. im Kampf gegen die revoltierenden Pisidier, kurz darauf starb auch Alexander in Babylon. Vermutlich gelangte Phila mit den heimziehenden Veteranen unter der Führung des Krateros wieder nach Makedonien zu ihrem Vater. Um das Jahr 322/321 v. Chr. wurde sie mit Krateros, der inzwischen zum wichtigsten Verbündeten ihres Vaters avanciert war, verheiratet. Ihr zweiter Mann fiel im Frühjahr 320 v. Chr. während des ersten Diadochenkrieges in der Schlacht am Hellespont gegen Eumenes, der den Leichnam des Krateros ehrenvoll einäschern ließ. Phila konnte die Asche erst mehrere Jahre später, während der Belagerung von Tyros (314–313 v. Chr.), entgegennehmen. Aus dieser kurzen Ehe ging der Sohn Krateros hervor.
Im Zuge der Konferenz von Triparadeisos 320 v. Chr., die den ersten Diadochenkrieg beendete und in der Antipatros zum Regenten des Alexanderreichs aufstieg, wurde Phila mit dem mindestens zehn Jahre jüngeren Demetrios Poliorketes verheiratet. Demetrios war der Sohn des Antigonos Monophthalmos, des mächtigsten Mannes Asiens und Freund ihres Vaters, der 319 v. Chr. starb. Mit Beginn des dritten Diadochenkrieges 316 v. Chr. trat die Familie ihres Mannes in einen erbitterten Kampf um die Herrschaft in Griechenland mit ihrem Bruder Kassander. Phila nahm daher wiederholt eine Vermittlerrolle zwischen ihnen ein. Im Jahr 306 v. Chr. nahmen Antigonos Monophthalmos und Demetrios Poliorketes den Königstitel mit dem Anspruch auf die Nachfolgerschaft Alexanders des Großen an. Im Jahr 301 v. Chr. fand ihre Sache in der Schlacht von Ipsos ein Ende. Phila blieb an der Seite ihres Mannes, der nun als Seekönig eine Politik zur Rückgewinnung Griechenlands betrieb. Um das Jahr 298 v. Chr. reiste sie noch einmal nach Makedonien, um Kassander wegen der Vertreibung des Pleistarchos aus Kilikien durch Demetrios zu beruhigen. Im Jahr 297 v. Chr. fiel Phila mit ihren Kindern und ihrer Schwiegermutter Stratonike dem Herrscher Ägyptens, Ptolemaios, in die Hände, als dieser Zypern eroberte. Ptolemaios gab sich edelmütig und ließ die Familie umgehend wieder frei, indem er sie an den in Griechenland weilenden Demetrios Poliorketes sandte. Im Jahr 294 v. Chr. eroberte Demetrios den makedonischen Königsthron, nachdem sich dort Philas Neffen in blutigen Intrigen gegenseitig bekämpft hatten.
Phila ist eine der wenigen weiblichen Persönlichkeiten der Diadochenzeit, über die eine nähere Charakterisierung überliefert ist. Diodor beschrieb sie als eine kluge und gerechte Frau. Trotz ihrer Jugend soll ihr Vater wert auf ihr Urteil in politischen Fragen gelegt haben. Weiterhin rühmte er ihre Treue zu Demetrios nach Ipsos, obwohl dieser ihre Unterstützung und Ratschläge weder vergolten noch berücksichtigt habe. Das Paar verblieb distanziert, wahrscheinlich basierend auf ihrem großen Altersunterschied. Als Demetrios 287 v. Chr. das makedonische Königreich gegen Pyrrhos verlor und mit seiner Flotte in See stach, war Phila nicht zu einer schmachvollen Flucht bereit. Sie nahm sich durch einen Gifttrunk das Leben.
Aus ihrer Ehe mit Demetrios Poliorketes († 283 v. Chr.) hatte Phila zwei Kinder:
- Antigonos Gonatas (* um 319 v. Chr., † 239 v. Chr.), König von Makedonien
- Stratonike (* 317 v. Chr., † nach 268 v. Chr.), nacheinander verheiratet mit Seleukos I. und dessen Sohn, Antiochos I.

Ihre gleichnamige seleukidische Enkelin, eine Tochter der Stratonike und des Seleukos, wurde mit Antigonos Gonatas verheiratet.
Phila war wohl die einzige Königin der antigonidischen Dynastie, der kultische Verehrung entgegengebracht wurde. Der Lampsakener Adeimantos demonstrierte seine Ergebenheit zu Demetrios Poliorketes, indem er auf einem Platz, genannt Philaion, des athenischen Demos Thria einen Tempel für Phila baute, in dem sie als Aphrodite verehrt wurde. Der „Aphrodite-Phila“-Kult sowie ein weiterer Tempel in Lampsakos werden in einem Fragment des Komödiendichters Alexis bestätigt. Ein samisches Dekret, gerichtet an Würdenträger von Kos, erwähnt ein Heiligtum (Temenos) auf Samos, das einer Königin Phila geweiht war. Es ist umstritten, ob die Inschrift auf Phila I. oder auf Phila II., die Tochter des Seleukos I. und Gattin des Antigonos II. Gonatas, gemünzt ist.